# Ápate
En la mitología griega Ápate (en griego Ἀπάτη, Apátē) era la personificación femenina del «engaño, fraude, añaganza o estratagema». Su contrapartida masculina es, de manera tardía, Dolos, el Engaño. Hesíodo dice que Ápate nació de la Noche sin unión pero los poetas latinos la denominan como Fraus, el Fraude, y la imaginan como hija del Érebo y la Noche.
Como es fama en la Antigua Grecia se creía que los cretenses eran por naturaleza mentirosos. El único episodio mitológico en el que interviene Ápate, y de manera tardía, lo vincula de manera natural con estas tierras. La astuta Ápate habitaba en las colinas cercanas a la ciudad de Amniso, pues como era de esperar tenía predilección por los cretenses. Le gustaba especialmente estar cerca de la tumba falsa de Zeus que había allí. Colgando de su cinturón (también cretense) estaban todos los trucos y artimañas que usaba la humanidad, sus perjurios, artificios y embaucamientos. En una ocasión, deseando la diosa Hera vengarse de su marido por su última infidelidad con Sémele, buscó a Ápate hasta que, una vez la tuvo delante, le convenció con halagos y mentiras para que le prestase su cinturón. Le dijo que lo usaría para disuadir a su marido de tener más amantes mortales y traerlo de nuevo al lecho conyugal, como también para propiciar con él la vuelta del desterrado Ares al Olimpo. La convenció con estos argumentos y, recibiendo de ella su cinturón mágico, lo usó para incitar a Sémele para que pidiera a Zeus que se le mostrase en su forma natural. La ingenua mortal así lo hizo, y Zeus, que ya había dado su palabra, se le apareció como una tormenta de rayos que la abrasó al instante. Entristecido por haber dado muerte a su amada, Zeus recogió el hijo que ella todavía albergaba en su vientre y terminó de gestarlo en su muslo. Por eso al que luego sería el dios Dioniso se le llamaba el nacido dos veces.
Según Luciano, Ápate tenía un templo en la ciudad del Sueño.